# فرودگاه ایالنی آگوستا
فرودگاه ایالنی آگوستا (به انگلیسی: Augusta State Airport) یک فرودگاه همگانی بهره‌برداری هوایی با کد یاتا AUG است که یک باند فرود آسفالت دارد و طول باند آن ۱۵۲۴ متر است. این فرودگاه در کشور ایالات متحده آمریکا قرار دارد و در ارتفاع ۱۰۷ متری از سطح دریا واقع شده‌است.